# Panajotis Kurumblis
Panajotis Kurumblis, gr. Παναγιώτης Κουρουμπλής (ur. 2 października 1951 w Matsuki) – grecki polityk, działacz na rzecz osób niepełnosprawnych, minister i parlamentarzysta.

## Życiorys
W wieku 10 lat utracił wzrok na skutek wybuchu niemieckiego granatu z okresu II wojny światowej. Z wykształcenia prawnik, studiował na Uniwersytecie Narodowym im. Kapodistriasa w Atenach. Uzyskał doktorat w zakresie nauk społecznych. W 1974 brał udział w protestach studenckich, a od 1976 działał na rzecz osób niewidomych, domagając się m.in. dla nich większych praw do edukacji. Był współzałożycielem krajowych i międzynarodowych organizacji osób niepełnosprawnych.
Działał w Panhelleńskim Ruchu Socjalistycznym. Od 1993 do 1996 był sekretarzem generalnym w ministerstwie zdrowia. W 1996 po raz pierwszy uzyskał mandat poselski w okręgu wyborczym Etolia i Akarnania. W parlamencie zasiadał przez dwie kadencje do 2004. Powrócił do niego w wyniku wyborów w 2009, po czym w 2011 został wykluczony z frakcji PASOK-u. Założył wówczas własne ugrupowanie, z którym w 2012 dołączył do Syrizy. Z jej ramienia w maju i czerwcu 2012 oraz styczniu i wrześniu 2015 ponownie wybierany na posła do Parlamentu Hellenów.
W styczniu 2015 objął urząd ministra zdrowia w pierwszym rządzie Aleksisa Tsiprasa, sprawując go do sierpnia 2015, kiedy to gabinet podał się do dymisji. We wrześniu tego samego roku został ministrem spraw wewnętrznych w drugim gabinecie Aleksisa Tsiprasa. W listopadzie 2016 w trakcie rekonstrukcji gabinetu przeszedł na stanowisko ministra do spraw gospodarki morskiej i wysp. Zakończył urzędowanie w sierpniu 2018.